# デジタル・ラジオ・モンディエール

Official DRM logo

デジタル・ラジオ・モンディエール（英語: Digital Radio Mondiale、略称DRM）とは、特に短波を中心とした振幅変調（AM）のデジタルラジオの方式である。また、それを制定するための国際非営利団体の名称でもある。

## 概要
他のラジオ放送方式では音質も高いが短波や中波（通常のAM放送が利用）の中で放送するにはあまりにも帯域を多く必要とした。一方DRMはこれまでのAM変調に対応した送信機に合わせ設計されているため、この放送方式の開始には大きな費用がかからず、送信機にエンコードを行うDSPを内蔵したシステムを加えるだけで済む。
この方式は国際電気標準会議（IEC）からAM標準方式として認可された。国際電気通信連合（ITU）からこの方式の世界での使用を認められた。アメリカなどの地域（ITU region 2）では他の国際的協定を修正するまで承認は待たれている。
2003年7月16日、スイスのジュネーヴで開催されたワールドラジオ・カンファレンス（ITU主催）において初めて放送された。
DRMはMPEG-4の内、音楽はAAC、トーク番組はCELPまたはHVXCで圧縮され、またオプションでSpectral Band Replication（SBR）を組み合わせることもできる。変調方式はCOFDM。またDRMにはデジタルのみに加え、これまでのアナログ放送にデジタル信号を多重する仕様もある。実験では9kHzステップで良好な結果が得られた。DRMは受信条件が良好ならばFM放送並みの高音質で受信できるため、従来の短波放送の音質改善に期待されている。
似た規格にIBOCがあり、こちらはAM放送、FM放送でアナログ放送に多重する方式である。

## 参加・実施局

### 北米
- ボイス・オブ・アメリカ
- ラジオ・サワ（英語版）
- ラジオ・カナダ・インターナショナル
- ファミリーラジオ

### 南米
- アンデスの声

### ヨーロッパ
- BBC
- ラジオ・フランス・インターナショナル
- ラジオ・ネーデルランド
- RTÉ
- ドイチェ・ヴェレ
- バチカン放送
- ラジオ・プラハ・インターナショナル（英語版）
- ロシアの声
- ラジオ・スウェーデン（英語版）

### アジア
- NHKワールド・ラジオ日本
- KBSワールドラジオ
- 台湾国際放送
- 中央人民広播電台
- 中国之声
- 朝鮮の声放送
- 朝鮮中央放送

### オセアニア
- ラジオ・オーストラリア
- ラジオ・ニュージーランド・インターナショナル（英語版）

## 日本での取り扱い

### 受信機
日本では現在販売されていないが海外で入手する場合が多い。中には受信機を改造して聴取する人もいる。おもな改造方法としては、スーパーヘテロダイン方式の受信機の回路から中間周波数信号（一般的には455kHzなど）を取り出し、これを音声帯域である12kHzに変換する回路に接続する。変換された12kHzの信号をパソコンのサウンドカードのライン入力端子またはマイク入力端子に接続する。パソコンではDream等DRMのCOFDMを復調できるソフトウェア受信機を実行すると、パソコンのスピーカーでDRM放送を聴くことができる。

### DRM導入について
日本の放送局では実施予定はない（2007年11月現在）。

### DRM in general
- （pdf） DRM - progress on the receiver front
- A Listeners' Guide to Digital AM（DRM）
- DRM: Test Transmissions & Latest News: "DRM is an ITU-R Recommendation for all the broadcasting bands spanning 150 kHz to 30 MHz."
- hard-core-dx: DRM
- DRM  - Digital Radio Mondiale - Digital AM radio below 30MHz
- DRM Product Purchases - Important Notes
- Digital Radio Mondiale（DRM）
- Kortbølge stationsdatabase kan downloades efter registrering（tager nogle dage）: The World Top Shortwave Broadcasting Database: "This ILGRadio Database is now in use by more than 23 000 listeners, living in 139 countries all over the world!"
- DIGITAL radio mondiale（DRM）. A worldwide initiative to bring AM radio into the digital era:  "531 KHz from Multimedia anstalt Sachsen Anhalt, Burg near Magdeburg（stereo）."

### DRM 技術
- Welcome to the DRM Software Radio website
- DRM Receiver Modifications
- "bird-nest" DRM receiver

### DRM radio techniques digital decoding
- Dream - an open-source software DRM Receiver

### DRMの変調方式、COFDM
- Explaining some of the magic of COFDM, J H Stott（BBC）: "COFDM is particularly well matched to these applications, since it is very tolerant of the effects of multipath."
- Coded Orthogonal Frequency Division Multiplexing（COFDM）
- All About OFDM from SSS Online and Pegasus Technologies
- OFDM, VOFDM, COFDM, Orthogonal Frequency Division Multiplexing: tutorials
- OFDM, VOFDM, COFDM, Orthogonal Frequency Division Multiplexing: resources
- COFDM/8-VSB Controversy Archive & Links
- 26MHz.us

### 受信機
- UniWave Di-Wave 100
- himalaya DRM2009
- WiNRADiO Communications WR-G303e
- Sarapulsky Radiozavod SRZ RP-227 DRM
- StarWaves TruckBox
- Morphy Richards Morphy Richards 27024（販売中止）
- TechniSat MultyRadio
- Coding Technologies World Traveller（販売中止）
- Mayah Communications DRM2010（販売中止）

### Index
- dmoz: Digital Broadcasting